# James Rotich
James Rotich (* 22. Dezember 1978) ist ein ehemaliger kenianischer Marathonläufer.

## Sportlicher Werdegang
2004 siegte er in 2:10:22 Stunden beim Köln-Marathon mit neuem Streckenrekord. Er holte sich die Siegerprämie von 10.000 Euro sowie einen Ford Galaxy im Wert von 30.000 Euro.
2005 wurde er Dritter beim JoongAng Seoul Marathon.

2006 wurde James Rotich Dritter beim Hamburg-Marathon (2:09:25 h) und im November Siebter beim JoongAng Seoul Marathon.

Im Jahr darauf wurde er 2007 Vierter in Hamburg und Dritter beim Amsterdam-Marathon. 
2008 folgte einem dritten Platz beim Paris-Marathon (2:07:24 h) ein sechster in Amsterdam. 
2009 wurde er Siebter beim Eindhoven-Marathon.
Im April 2012 wurde er Zehnter beim Zürich-Marathon in einer Zeit von 2:17:16,1 h.
2013 wurde James Rotich in einer Zeit von 2:19:57 h hinter Joel Kipsang (2:19:28 h) Zweiter beim Belfast-Marathon.

## Persönliche Bestzeiten
- Halbmarathon: 1:01:48 h, 5. September 2009, Lille
- Marathon: 2:07:12 h, 21. Oktober 2007, Amsterdam